# Évran
Évran (bretonsko Evrann) je naselje in občina v francoskem departmaju Côtes-d'Armor regije Bretanje. Leta 2006 je naselje imelo 1.604 prebivalce.

## Geografija
Kraj leži v pokrajini Bretaniji ob reki Rance, 42 km severozahodno od središča Rennesa.

## Uprava
Évran je sedež istoimenskega kantona, v katerega so poleg njegove vključene še občine Les Champs-Géraux, Plouasne, Le Quiou, Saint-André-des-Eaux, Saint-Judoce, Saint-Juvat in Tréfumel s 5.670 prebivalci.
Kanton Évran je sestavni del okrožja Dinan.